# Ingrid Marie Spord
Ingrid Marie Karlsen Spord (Bergen, 12 luglio 1994) è una calciatrice norvegese, centrocampista del Bjarg. Ha giocato 17 partite con la maglia della nazionale norvegese.

## Carriera

### Club
Spord inizia la carriera nel Fyllingen, giocando nelle sue formazioni giovanili, ma venendo aggregata alla squadra titolare nel 2010 con la quale debutta in 4. divisjon, marcando una sola presenza.
Per la stagione 2012 si trasferisce all'Åsane, inserita sia nella formazione Under-19, dove marca una sola presenza nella Coppa di Norvegia di categoria, e disputando con la squadra titolare la 1. divisjon e condividendo con le compagne la conquista di un'agevole salvezza raggiungendo il settimo posto in campionato.
Durante il successivo calciomercato invernale sottoscrive un accordo con il Sandviken, venendo inserita sia nella formazione Under-19 che nella formazione B che disputa la 2. divisjon oltre che nella squadra titolare, giocando così per  prima volta in Toppserien, primo livello del campionato norvegese, per il campionato 2013. La stagione si rivelerà difficile per Spord e compagne, con la squadra incapace di staccarsi dal fondo classifica, e che con 3 vittorie, un pareggio e 18 sconfitte termina a soli 10 punti e al 12º e ultimo posto in classifica. Rimane legata alla società per le tre stagioni successive, con la 2014 che vede la squadra primeggiare in 1. divisjon e riconquistare la promozione in Toppserien, e dove Spord va a segno per la prima volta in campionato siglando al 52' la rete del parziale 2-0 sul Grei Kvinner Elite, incontro poi terminato 4-0. Tornata nel campionato di vertice, le successive si concludono al nono e al sesto posto in campionato, quest'ultimo il miglior risultato sportivo ottenuto dalla squadra fino a quel momento.
Dopo aver iniziato la stagione 2016 ancora con il Sandviken, durante il calciomercato estivo si trasferisce alle campionesse in carica del LSK Kvinner, lasciando la società con un tabellino di 76 presenze e 7 reti in campionato. Alla sua prima stagione con la nuova squadra ottiene il double campionato-Coppa di Norvegia, bissando il titolo di campione di Norvegia al termine del campionato 2017. Nel frattempo fa il suo debutto in UEFA Women's Champions League il 6 ottobre 2016, in occasione del sedicesimi di finale della stagione 2016-2017, nell'incontro di andata vinto per 3-1 sulle francesi del Paris Saint-Germain.
Durante la sessione invernale del calciomercato 2017 Spord decide di lasciare il campionato norvegese per approdare a quello italiano, sottoscrivendo un accordo con la Fiorentina per giocare la stagione entrante in Serie A. Tuttavia, già nel febbraio successivo ha rescisso il contratto per tornare al Sandviken.

### Nazionale
Spord inizia ad essere convocata dalla Norges Fotballforbund (NFF), la federazione calcistica della Norvegia, dal 2016, inizialmente per vestire la maglia della formazione Under-23, nazionale con cui gioca tre amichevoli nel corso dell'anno.
Dall'anno successivo il commissario tecnico Martin Sjögren la convoca per la prima volta nella nazionale maggiore, inserita in rosa con la squadra che disputa l'edizione 2017 dell'Algarve Cup. In quell'occasione Spord scende in campo in tutti i quattro incontri giocati dalla sua nazionale, che dopo aver concluso all'ultimo posto la fase a gironi, pareggio per 1-1 con l'Islanda e successive sconfitte 3-0 con la Spagna e 2-0 con il Giappone, conclude vincendo la finalina per l'undicesimo posto battendo per 2-0 le avversarie del Portogallo.
Sjögren continua a rinnovarle la fiducia chiamandola più volte nel corso del 2017, affiancando le presenze in amichevole all'inserimento nella lista delle 23 calciatrici convocate per la fase finale dell'Europeo del Paesi Bassi 2017 Durante il torneo Sjögren la impiega in due occasioni, nei due ultimi incontri del gruppo A persi entrambi con Belgio (2-0) e Danimarca (1-0), che con la sconfitta per 1-0 con i Paesi Bassi nell'incontro inaugurale vedono la Norvegia concludere all'ultimo posto la prima fase e venire di conseguenza eliminata dal torneo già alla fase a gironi.
In seguito Sjögren la convoca per l'Algarve Cup 2018 e per alcuni incontri del gruppo 3 nelle qualificazioni ai Mondiali di Francia 2019 senza tuttavia inserirla nella lista delle 23 convocate alla fase finale.

## Palmarès

### Club
- Campionato norvegese: 3

LSK Kvinner: 2016, 2017
Sandviken: 2021
- Campionato norvegese femminile di seconda divisione: 1

Sandviken: 2014
- Coppa di Norvegia: 1

LSK Kvinner: 2016